# 感和亭鬼武
感和亭 鬼武（かんわてい おにたけ、宝暦10年（1760年） - 文化15年2月21日（1818年3月27日））は、日本の戯作者。1806年刊の「自来也説話」で知られる。

## 人物
本名は前野 曼七（まえの まんしち、前野曼助とする説もあり）。剣術神道無念流の使い手であり、もとは一橋家の勘定方家臣であったが、武士を辞め隠居の身となる。
その後、飯田町に住んだのち浅草へ転居し、画を谷文晁に、戯作を山東京伝に弟子入りして学んだ。交流のあった文人に十返舎一九らが挙げられている。
北宋の説話集「諧史」に登場する盗賊の物語を翻案し、1806年に「報仇奇談自来也説話（かたきうちきだんじらいやものがたり）」を刊行。蹄斎北馬によって描かれた挿絵もあいまって評判となり、1807年に物語を基にした歌舞伎舞台が大坂で上演されるなどし、鬼武は一躍著名な戯作家となる。
「近世物之本江戸作者部類」（滝沢解編）によれば、鬼武は梅毒に冒されて死亡したとされる。

## 鬼武を題材にした作品
- 『江戸色里草紙 鬼武迷惑剣』 永井義男著、2004年、学研M文庫